# Quinten Hermans
Quinten Hermans (Amberes, 29 de julio de 1995) es un ciclista belga que desde 2023 corre para el equipo Alpecin-Deceuninck de categoría UCI WorldTeam.

## Biografía
El 13 de octubre de 2021 ganó la segunda ronda de la Copa del Mundo de Ciclocrós en Fayetteville.
Se unió al Alpecin-Deceuninck a partir de 2023 por tres temporadas.

## Palmarés

### Ruta
2018
- 1 etapa del Tour de Alta Austria
- 1 etapa del Tour de Valonia

2019
- Flèche du Sud, más 3 etapas

2022
- 1 etapa de la Vuelta a Bélgica

2024
- 1 etapa de la Vuelta al País Vasco

### Ciclocrós
2021
- 2.º en el Campeonato Europeo de Ciclocrós

### Grava
2024
- 3.º en el Campeonato Mundial en Grava

## Resultados

### Grandes Vueltas
Durante su carrera deportiva ha conseguido los siguientes puestos en las Grandes Vueltas.
| Carrera | Carrera         | 2014 | 2015 | 2016 | 2017 | 2018 | 2019 | 2020 | 2021 | 2022 | 2023  | 2024 | 2025 |
| ------- | --------------- | ---- | ---- | ---- | ---- | ---- | ---- | ---- | ---- | ---- | ----- | ---- | ---- |
|         | Giro de Italia  | —    | —    | —    | —    | —    | —    | —    | 43.º | —    | —     | 53.º | 85.º |
|         | Tour de Francia | —    | —    | —    | —    | —    | —    | —    | —    | —    | 113.º | —    | —    |
|         | Vuelta a España | —    | —    | —    | —    | —    | —    | —    | —    | —    | —     | 80.º | —    |

### Clásicas y Campeonatos
| Carrera               | Carrera               | 2014 | 2015 | 2016 | 2017 | 2018 | 2019 | 2020 | 2021 | 2022 | 2023 | 2024  | 2025 |
| --------------------- | --------------------- | ---- | ---- | ---- | ---- | ---- | ---- | ---- | ---- | ---- | ---- | ----- | ---- |
| Omloop Het Nieuwsblad | Omloop Het Nieuwsblad | —    | —    | —    | —    | —    | —    | —    | —    | —    | —    | 131.º | —    |
| Strade Bianche        | Strade Bianche        | —    | —    | —    | —    | —    | —    | Ab.  | —    | 54.º | —    | 69.º  | 15.º |
|                       | Milán-San Remo        | —    | —    | —    | —    | —    | —    | —    | —    | —    | 80.º | —     | 45.º |
| E3 Saxo Classic       | E3 Saxo Classic       | —    | —    | —    | —    | —    | —    | X    | —    | —    | 80.º | —     | —    |
| A Través de Flandes   | A Través de Flandes   | —    | —    | —    | —    | —    | —    | X    | —    | —    | 30.º | —     | —    |
|                       | Tour de Flandes       | —    | —    | —    | —    | —    | —    | —    | —    | —    | —    | —     | Ab.  |
| Flecha Brabanzona     | Flecha Brabanzona     | —    | —    | —    | —    | —    | —    | —    | —    | —    | 11.º | 6.º   | 16.º |
| Amstel Gold Race      | Amstel Gold Race      | —    | —    | —    | —    | —    | —    | X    | 20.º | —    | —    | 80.º  | 16.º |
| Flecha Valona         | Flecha Valona         | —    | —    | —    | —    | —    | —    | —    | 14.º | 61.º | 19.º | 19.º  | Ab.  |
|                       | Lieja-Bastoña-Lieja   | —    | —    | —    | —    | —    | —    | —    | 36.º | 2.º  | 48.º | 35.º  | 47.º |
| Clásica San Sebastián | Clásica San Sebastián | —    | —    | —    | —    | —    | —    | X    | 73.º | —    | Ab.  | —     |      |
| Cyclassics Hamburg    | Cyclassics Hamburg    | —    | —    | —    | —    | —    | —    | X    | X    | 3.º  | 55.º | —     |      |
| Bretagne Classic      | Bretagne Classic      | —    | —    | —    | —    | —    | —    | —    | Ab.  | —    | —    | —     |      |
|                       | Giro de Lombardía     | —    | —    | —    | —    | —    | —    | —    | —    | Ab.  | —    | —     |      |
| Mundial en Ruta       | Mundial en Ruta       | —    | —    | —    | —    | —    | —    | —    | —    | 34.º | —    | Ab.   |      |
| Bélgica en Ruta       | Bélgica en Ruta       | —    | —    | —    | Ab.  | 18.º | 49.º | —    | —    | 42.º | 78.º | 63.º  |      |

—: no participa

Ab.: abandono

## Equipos
- Telenet-Fidea (2014-2019)
- Wanty (2020-2022)
  - Circus-Wanty Gobert (2020)
  - Intermarché-Wanty-Gobert Matériaux (2021-2022)
- Alpecin-Deceuninck (2023-)